# ࢼ
Le qāf africain ou qāf warsh est une lettre de l’alphabet arabe utilisée dans l’écriture de certaines langues d’Afrique de l’Ouest. Elle correspond au qāf de l’écriture warsh, ses formes isolée et finale sont sans point comme celle du qāf sans point ‹ ٯ ‍ٯ › et ses formes initiale et médiane ont un point souscrit comme celles du qāf point suscrit ‹ ڧ‍ ‍ڧ‍ ›.

## Représentation informatique
| formes | représentations | chaînes de caractères | points de code | descriptions              |
| ------ | --------------- | --------------------- | -------------- | ------------------------- |
| lettre | ࢼ               | ࢼ                     | U+08BC         | lettre arabe qāf africain |